# Eppie Lederer

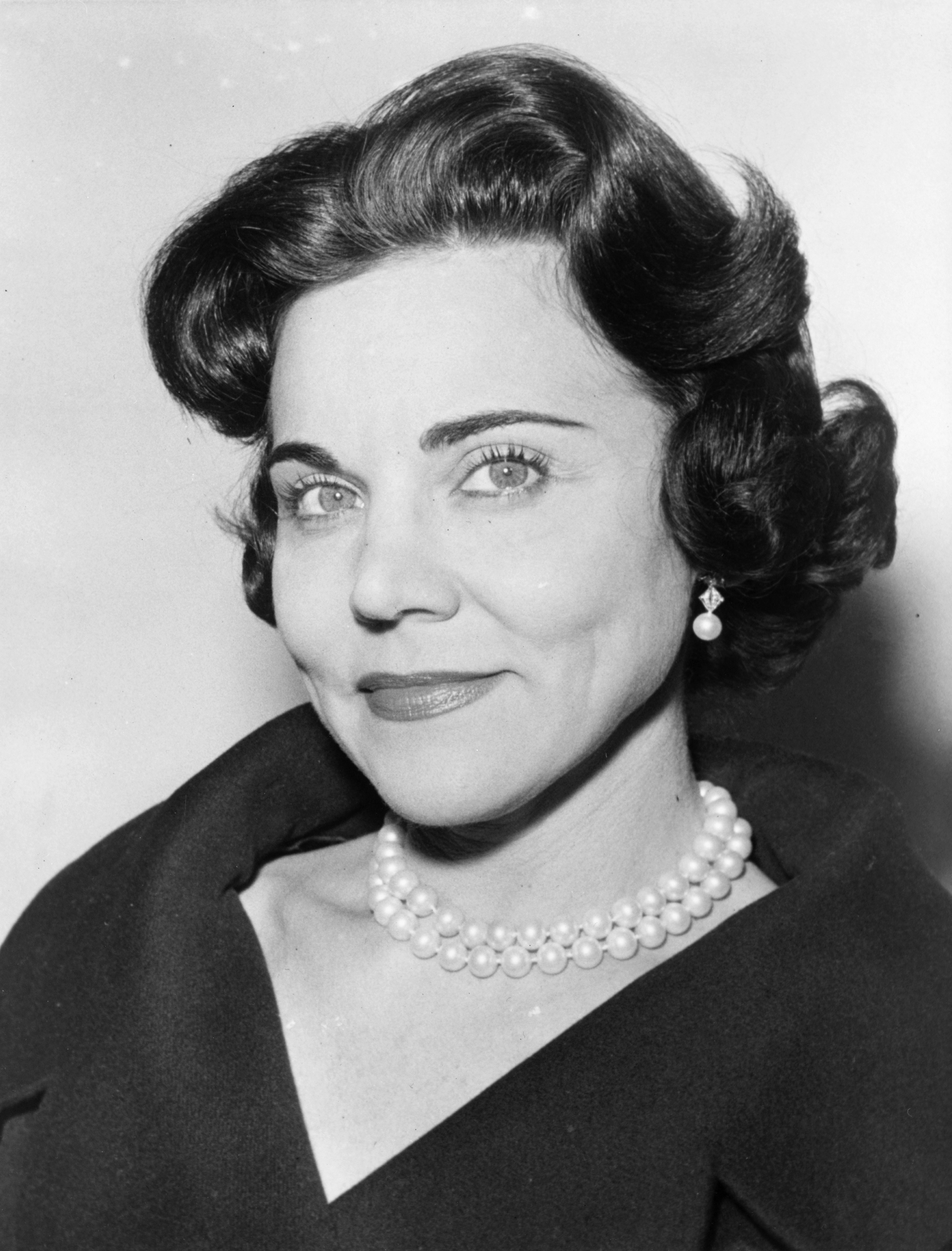
Ann Landers

Esther Pauline „Eppie“ Lederer (* als Esther Pauline Friedman am 4. Juli 1918 in Sioux City, Iowa, Vereinigte Staaten; † 22. Juni 2002 in Chicago, Illinois, Vereinigte Staaten), besser bekannt unter ihrem Autorpseudonym Ann Landers, war eine US-amerikanische Ratgeberkolumnistin. Ihre Kolumne „Ask Ann Landers“ begann sie 1955 und schrieb sie 47 Jahre. Am Ende hatte die Kolumne etwa 90 Millionen Leser. Laut einer Umfrage von World Almanac von 1978 war sie die einflussreichste Frau in den Vereinigten Staaten. Sie war die eineiige Zwillingsschwester von Pauline Phillips, die die Kolumne „Dear Abby“ unter dem Pseudonym Abigail Van Buren verfasste.
Lederer war Spendenbeschafferin für mehrere wohltätige Zwecke und wurde 1977 von Jimmy Carter für sechs Jahre in den Krebsbeirat berufen. 1985 erhielt sie den Albert Lasker Public Service Award.

## Leben
Esther Pauline und ihre eineiige Zwillingsschwester Pauline Esther (war 17 Minuten jünger) waren Töchter der jüdisch-russischen Einwanderer Rebecca Friedman, geborene Rushall, und Abraham B. Friedman. Sie wuchsen in Sioux City auf und besuchten dreieinhalb Jahre das Morningside College. Dort schrieben sie eine Klatschkolumne in der Collegezeitung. Eppie studierte Journalismus und Psychologie.
Lederer begann 1955 die Kolumne Ask Ann Landers in Chicago. Ihre Schwester begann einige Monate später die Kolumne Dear Abby, unter dem Namen Abigail Van Buren, San Francisco. Als konkurrierende Kolumnistinnen hatten sie eine angespannte Beziehung. Sie versöhnten sich 1964 öffentlich. Am 8. Juli 2017 schrieb Pauline Phillips’ Tochter Jeanne Phillips in ihrer Kolumne Dear Abby, dass ihre Mutter gern ein Zwilling war, während ihre Tante lieber ein Individuum sein wollte. Dies war der Ursprung der Konflikte zwischen den beiden.  

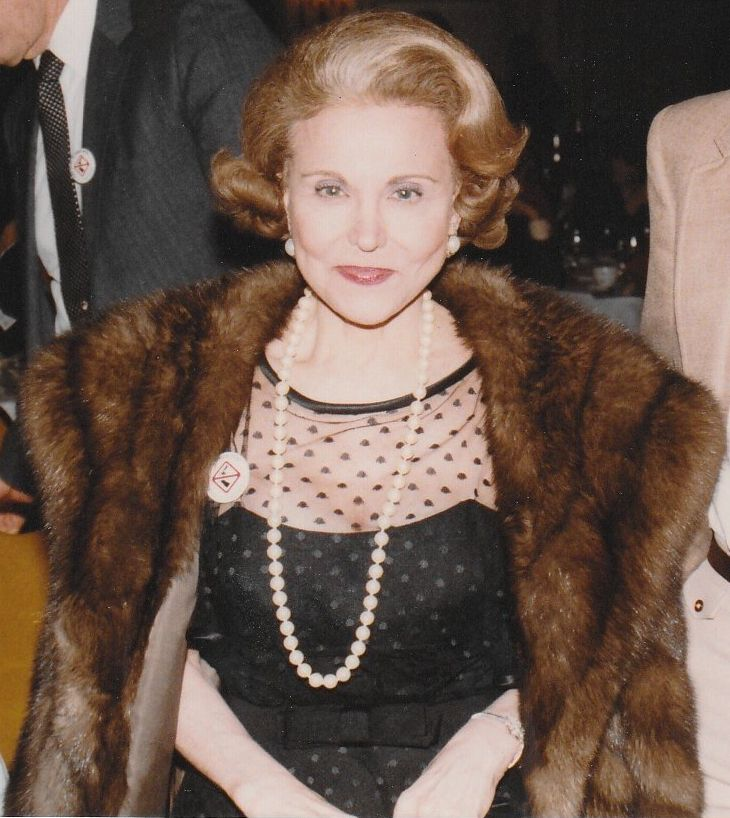
Landers in Chicago, 1983

Die beiden Schwestern heirateten am 2. Juli 1939, zwei Tage vor ihrem 21. Geburtstag, in einer Doppelhochzeit. Es gab 750 Gäste und Hunderte weitere, die außerhalb standen. Eppie heiratete Jules Lederer, der später Geschäftsführer von Budget Rent a Car wurde. Pauline Esther heiratete Morton Phillips aus Minneapolis. Die Lederers lebten viele Jahre in Chicago.
Im März 1940 brachte Esther Lederer ihre Tochter zur Welt, die als Margo Howard ebenfalls Kolumnistin wurde. 1975 ließen sich Jules und Eppie Lederer scheiden.
Im Januar 2002 wurde bei Lederer ein Multiples Myelom diagnostiziert, an dem sie fünf Monate später starb.